# Lucigadus nigromaculatus
Lucigadus nigromaculatus és una espècie de peix de la família dels macrúrids i de l'ordre dels gadiformes.

## Morfologia
- Els mascles poden assolir 34 cm de llargària total.[2][3]

## Depredadors
A Austràlia és depredat per Cyttus traversi, Macruronus novaezelandiae i Helicolenus percoides.

## Hàbitat
És un peix d'aigües profundes que viu entre 200-1463 m de fondària, tot i que, normalment, ho fan entre 400-800.

## Distribució geogràfica
Es troba al sud d'Austràlia, Nova Zelanda i Xile.